# HHC (volleybalclub)
HORNERHOF/HHC is een volleybalvereniging in de Nederlandse gemeente Leudal in Limburg, de hoogste teams spelen in de Hornerhof in Horn (Limburg). Heren 1 in de derde divisie D. Dames 1 in de Regiodivisie.

## Ontstaan
De vereniging is ontstaan door het fuseren van verschillende volleybalverenigingen in de naburige plaatsen Heythuysen (Hevo, opgericht 1965), Baexem (Bavo, opgericht 1968), Haelen (VC Haelen, opgericht 1969) en Horn (VV De Plakkers, later VC Horn, opgericht 1975). Uit eerdere fusies in 1970, tussen Hevo en Bavo (HBC, Heyhuysen-Baexem Combinatie) en in 1992, tussen VC Haelen en VC Horn (HHC, Haelen-Horn Combinatie) ontstond uiteindelijk in 1995 de vereniging HHC, als afkorting van Haelen-Heythuysen Combinatie.